# Ich bin ich (wir sind wir)
Ich bin ich (wir sind wir) ist ein Lied des Popduos Rosenstolz.

## Geschichte
Es wurde erstmals am 10. Februar 2006 beim Label Universal Music Group veröffentlicht und von Ulf Leo Sommer sowie den beiden Musikern von Rosenstolz selbst geschrieben. Das Lied ist in dem Rosenstolz-Album Das große Leben enthalten.

## Video
Das Video zur Musik beginnt mit einer Diashow und zeigt einen Rückblick auf das Leben der Sängerin. Es endet mit der Diashow und zeigt dann AnNa und Peter als Kinder im Schwimmbad Brauhausberg in Potsdam.